# 有限幾何學

2阶有限仿射平面，包含4个点和6条线。相同颜色的线是“平行”的。

在數學中，有限幾何是滿足某些幾何學公理，但僅含有限個點的幾何系統。歐氏幾何並非有限，因為它必包含一條歐氏直線，其上的點一一對應於實數。
有限幾何系統可以依維度分類，為簡單起見，以下僅介紹低維度的情形。

## 有限平面
有限平面幾何可以分為仿射與射影兩類。在仿射空間中可以探討線的平行性，射影空間則否。
定義. 仿射平面是一個非空集 {\displaystyle X}（其成員稱為點）及一族 {\displaystyle X} 的子集 {\displaystyle L}（其成員稱為線），使之滿足下述條件：
1. 任兩點包含於唯一的一條線。
2. 平行公設：給定線 {\displaystyle \ell } 及點 {\displaystyle p\notin \ell }，存在唯一的線 {\displaystyle \ell '} 使之包含 {\displaystyle p} 且 {\displaystyle \ell \cap \ell '=\emptyset }。
3. 存在四個點，其中任三點不共線。

最後一條公設保證幾何非空，前兩條公設確定了幾何的性質。
最簡單的仿射平面由四點構成，其中任兩點決定唯一一條線，所以此平面有六條線。這可以設想為四面體的頂點與邊。
一般而言，{\displaystyle n}階仿射平面有 {\displaystyle n^{2}} 個點與 {\displaystyle n^{2}+n} 條線；每條線含 {\displaystyle n} 點，每點落於 {\displaystyle n+1} 條線。
定義. 射影平面是一個非空集 {\displaystyle X}（其成員稱為點）及一族 {\displaystyle X} 的子集 {\displaystyle L}（其成員稱為線），使之滿足下述條件：
1. 任兩點包含於唯一的一條線。
2. 任兩條相異的線交於唯一一點。
3. 存在四個點，其中任三點不共線。

Fano 平面的圖解

在上述公理中，我們可以交換點及線的角色，這蘊含了射影幾何的對偶性：若射影幾何的某命題成立，則將命題中的點與線互換後，新命題依然成立。
最簡單的射影平面稱作 Fano 平面，又稱二階射影平面，由七條線及七個點構成。若除去任一直線（及其上之點），將得到二階仿射平面。
一般而言，{\displaystyle n} 階射影平面的點、線個數均為 {\displaystyle n^{2}+n+1}，每條線含 {\displaystyle n+1} 個點，每個點落於 {\displaystyle n+1} 條線。
對任意正整數 {\displaystyle n}，{\displaystyle n} 階射影或仿射平面的存在性至今未解。一般的猜想是這種幾何存在當且僅當 {\displaystyle n} 是素數冪。

## 有限幾何的對稱群
若一映射 {\displaystyle f:X\to X} 保存共線關係，則稱之為 {\displaystyle X} 的對稱（或自同構）。Fano 平面的對稱群同構於 {\displaystyle \mathrm {PSL} (2,\mathbb {F} _{7})}，有 {\displaystyle 168} 個元素。

## 外部連結
- （英文）有限幾何資源 （页面存档备份，存于）
- （英文）Chris Godsil, Finite Geometry，2004. 可自由下載。